# 仙巌園
仙巌園（せんがんえん）は、鹿児島県鹿児島市吉野町にある薩摩藩主島津氏の別邸・大名庭園。別名は磯庭園（いそていえん）。園内の旧集成館反射炉跡は世界文化遺産「明治日本の産業革命遺産」の構成資産となっている。

## 概要
万治年間に島津氏第19代当主・島津光久によって磯に別邸として建設された。錦江湾を隔てて桜島を借景とする庭園となっており、「仙巌園附花倉御仮屋庭園」として国の名勝に指定されている。所有者は島津興業。

## 歴史

### 江戸時代
江戸時代の万治年間（1658年～1661年）に第19代当主・島津光久によって磯に別邸として建設され、その別邸は「仙巌園」と名付けられた。
寛文12年（1672年）には居間・化粧の間・大書院など13の部屋を有する一亭が増築され、この建物は「喜鶴亭」と名付けられた。また元禄15年（1702年）頃に曲水の庭が造成された。嘉永元年（1848年）に島津斉興によって鹿児島湾を2ヘクタール程埋立て庭園が整備された。
薩摩藩によって江戸時代後期に編纂された地誌である『三国名勝図会』には、仙巌園周辺を指す大磯が挿絵入りで収録されており、仙巌園についても以下のように記述されている。

大磯 吉野村の海邊なり、一名仙巖洞、縁海の崖岸に道を設く、　淨國公の時、斷巖を削り、巉壁を穿ち椔翳を焚き、草莽を翦り、上下曲直、僅にこの一路を開き、始て人迹通すべし、洞口先づ行て、良英寺を得、是より左に折て、永福寺、及び潮音院あり、猶、高低迂行して、山神、櫻谷等に至り、又右に折て、天滿宮、龍洞院、皆相列る、既にして山下川流れ圯橋を架す、橋側に碑を建つ、其文に出自仙巖別館南門至兩岐路口、五町二十五間、至於府城東門、西踰鳥越故道則二十七町四十四間、南循縁海新道則三十二町三十六間と記す、即仙巖園あり、萬治年中、　寛陽公是を營み、山に靠り、海に臨て、別館を搆へ、仙巖喜鶴亭と名づく、公こゝに遊觀し、翰墨の間に樂み給へるに、雙鶴蹁躚として碧空に横はり、瞭唳として青霄に響き、下りて館廷の墀に集る、いはゆる芝田に戯れ、瑤池に飲むの象の如し、日已に西するに及て、悠々然として去る、故に亭の名に命ず、實に是寛文十二年癸丑、正月九日なり、其地の勝たる、翠嶺後に圍み、裏海前に閘き、南開聞嶽より、海を隔て東福山に至り、凡そ三十里の景色、一望に入り、連山逶迤、潮水湛然、其山其水、清麗澄媚にして、櫻島海心に特立し、浮ぶが如く漂ふが若し、怪巖磯磧に錯綜亂峙し、或は蹲虎と疑ひ、或は奮獅に似たり、遠近巨細、並出互見、陰陽晦明四時奇變し、千形万状摹述すべからず、昔人畫山水の歌に、不出門庭三十五歩、觀盡江山千萬重、其懷を騁せ性を養ふ、亦何ぞ別にこれを求めんや、且此仙洞、櫻樹甚だ多くして、春は瓊筵を花に開き、或は輕舟に棹すもあり、秋は羽觴を月に飛すなど、樂みは此地に盡すと云べし、其勝かくの如くなるを以て、國中の士庶、往々別荘を營み、臺榭園池、東西に相望み、宛も壺中別に天地あるが如し、一たび是に遊ぶもの、塵寰頓に脱し、自ら飛仙昇天の思ひあり、
—三国名勝図会巻之二

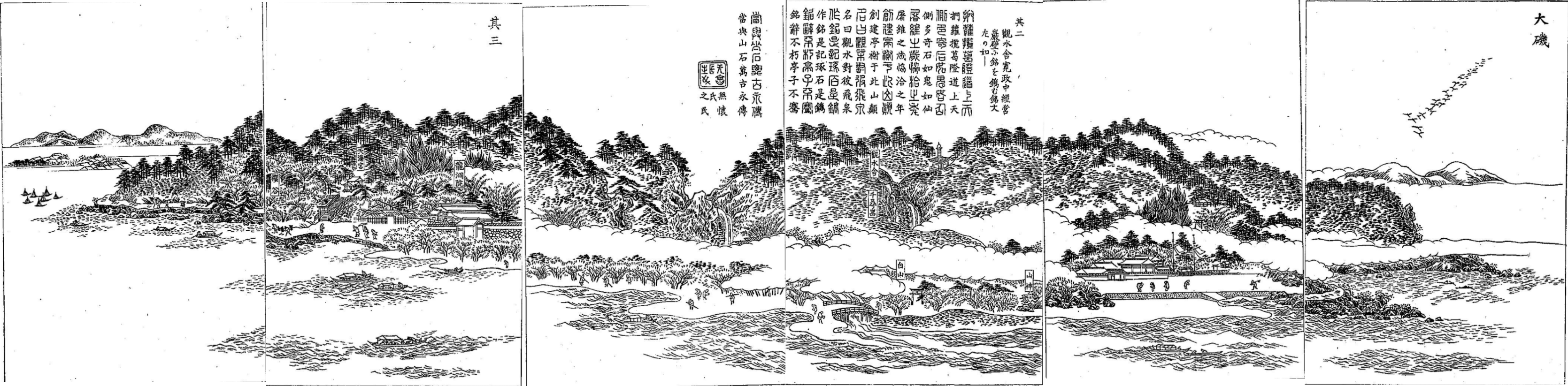
大磯を描いた三国名勝図会の挿絵

嘉永5年（1852年）の冬には集成館事業の一環として反射炉が建設された。翌年の嘉永6年（1853年）には大型反射炉が建設され、以後集成館事業は拡張されて一帯は工場地帯となった。また、島津斉彬によってガス灯の研究が行われ、安政4年（1857年）には庭園内の石灯籠にガス管が繋がれ点灯した。これは日本で初めてのガス灯の点灯であった。

### 廃藩置県後

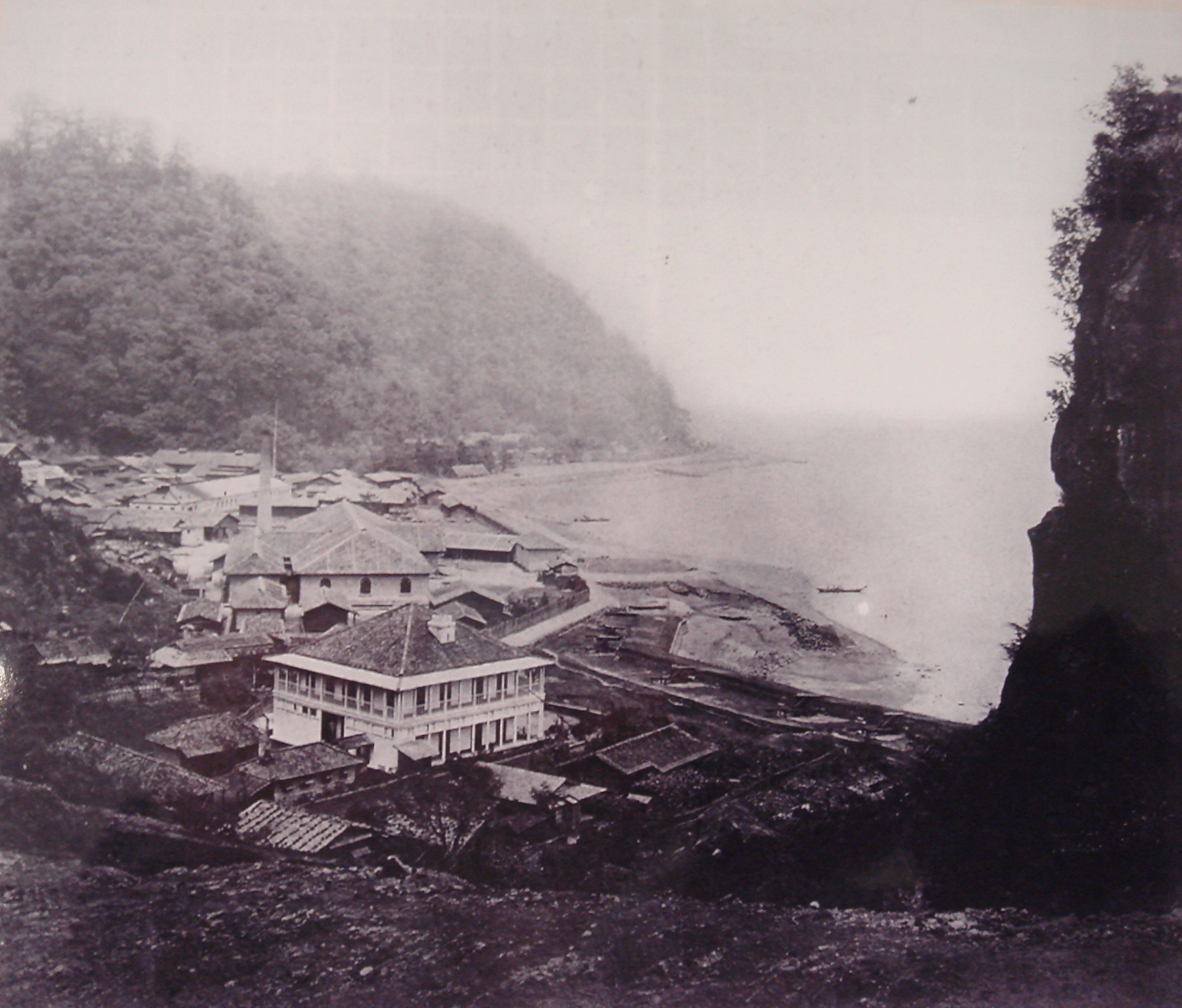
1872年頃の磯付近の写真。奥に庭園が見える。

明治4年の廃藩置県後、明治5年（1872年）には薩摩藩主・島津忠義は居城であった鹿児島城から仙巌園に転居し、増築を行いさらに入口を錫門から本門まで拡張した。その後、島津忠重が東京へ移住し以後は島津氏の別邸となった。1891年（明治24年）5月6日には日本を訪問していたロシア帝国の皇太子ニコライが3泊滞在した。
1949年（昭和24年）に島津氏から鹿児島市に移管され、鹿児島市の管理下におかれ「磯公園」となっていた。1950年（昭和25年）の入園者数は11万153人であったが、年々増加し1955年（昭和30年）には30万7876人となった。1957年（昭和32年）10月には鹿児島市の管理下となっていた磯公園は再び島津氏に返還された。島津氏に返還されて以降は「仙巌園」や「磯庭園」とも呼ばれた。
翌年の1958年（昭和33年）5月15日に「仙巌園附花倉御仮屋庭園」として国の名勝に指定された。1959年（昭和34年）7月にはロープウェイと磯山遊園地が開設された。2015年（平成27年）7月には旧集成館反射炉跡が「明治日本の産業革命遺産 製鉄・製鋼、造船、石炭産業」の構成資産の一つとして、世界文化遺産に登録された。

## 名称について
「仙巌園」という名称は奇岩が多くあり、中国にある龍虎山の仙巌に似ているところから名付けられた。
また「仙巌園」は別名「磯庭園」とも呼ばれる。鹿児島市が管理していた1949年（昭和24年）から1957年（昭和32年）までの間は「磯公園」とも呼ばれた。1957年（昭和32年）に鹿児島市から島津氏に移管されて以降は「仙巌園」や「磯庭園」と呼ばれていたが、1995年（平成7年）には正式名称を「仙巌園」とすることとなった。

## 園内施設
集成館事業により建造された反射炉は世界文化遺産「明治日本の産業革命遺産 製鉄・製鋼、造船、石炭産業」の構成資産となっている。また、濾過池は国の登録有形文化財に登録されている。

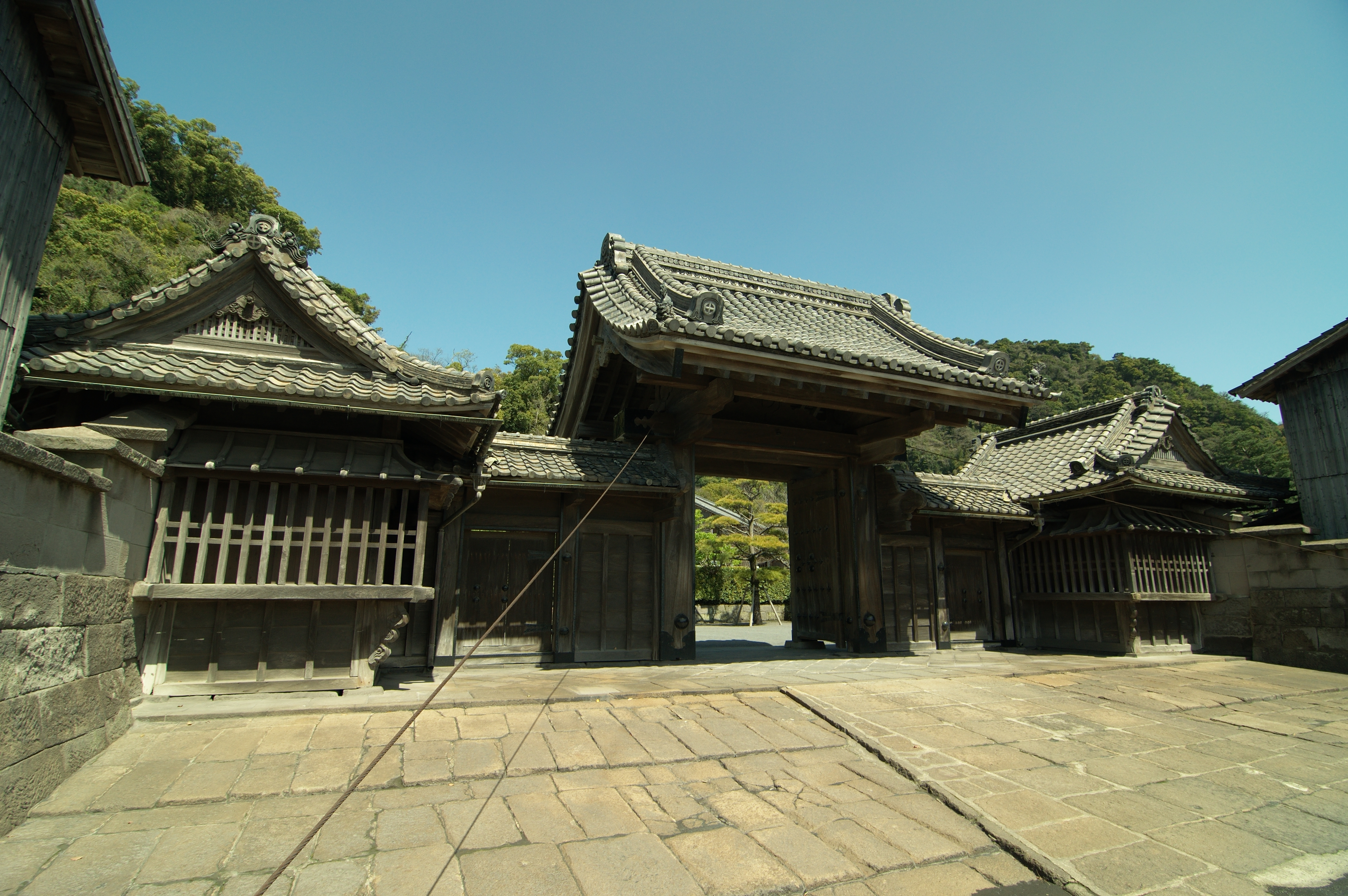
正門
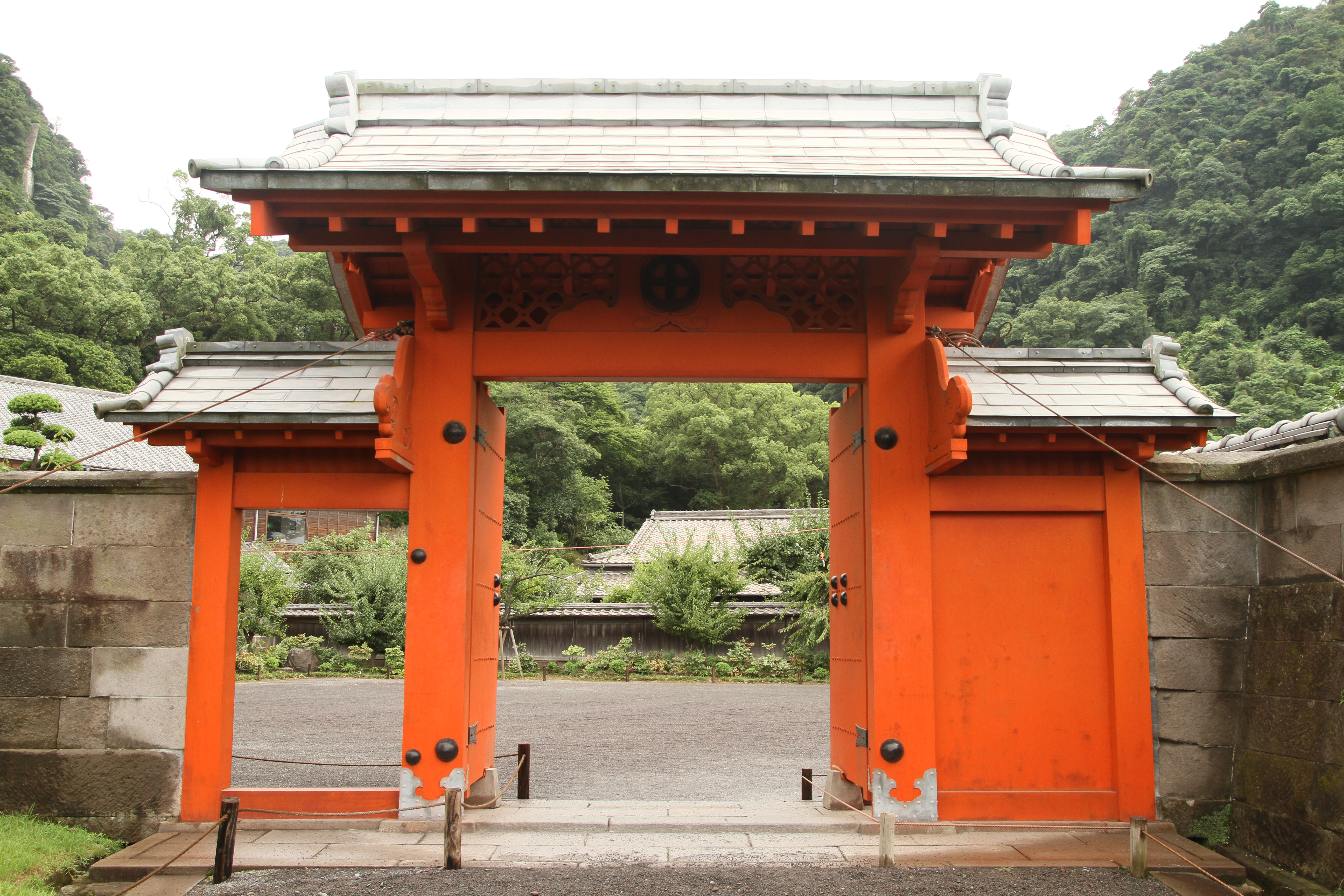
錫門
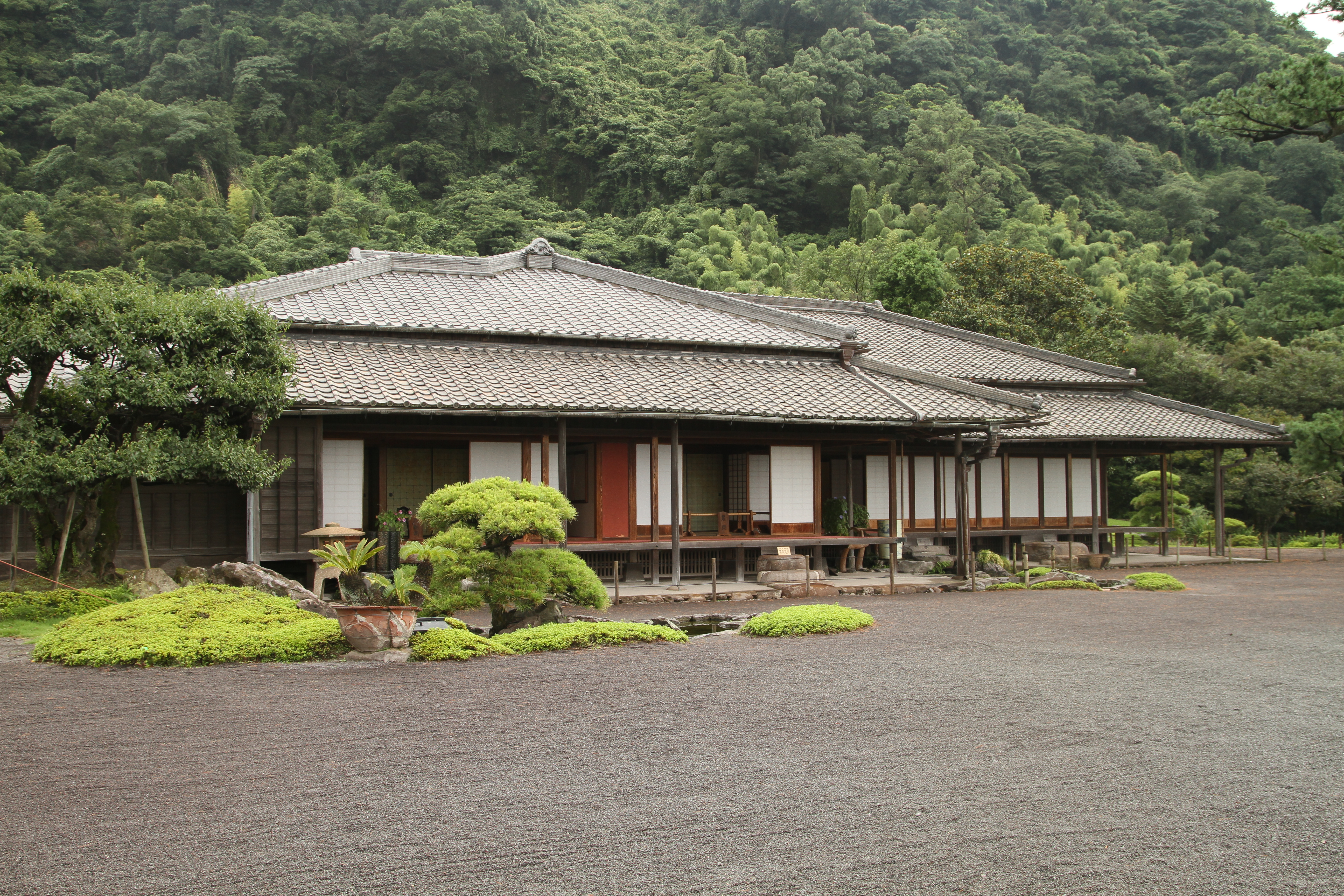
磯御殿
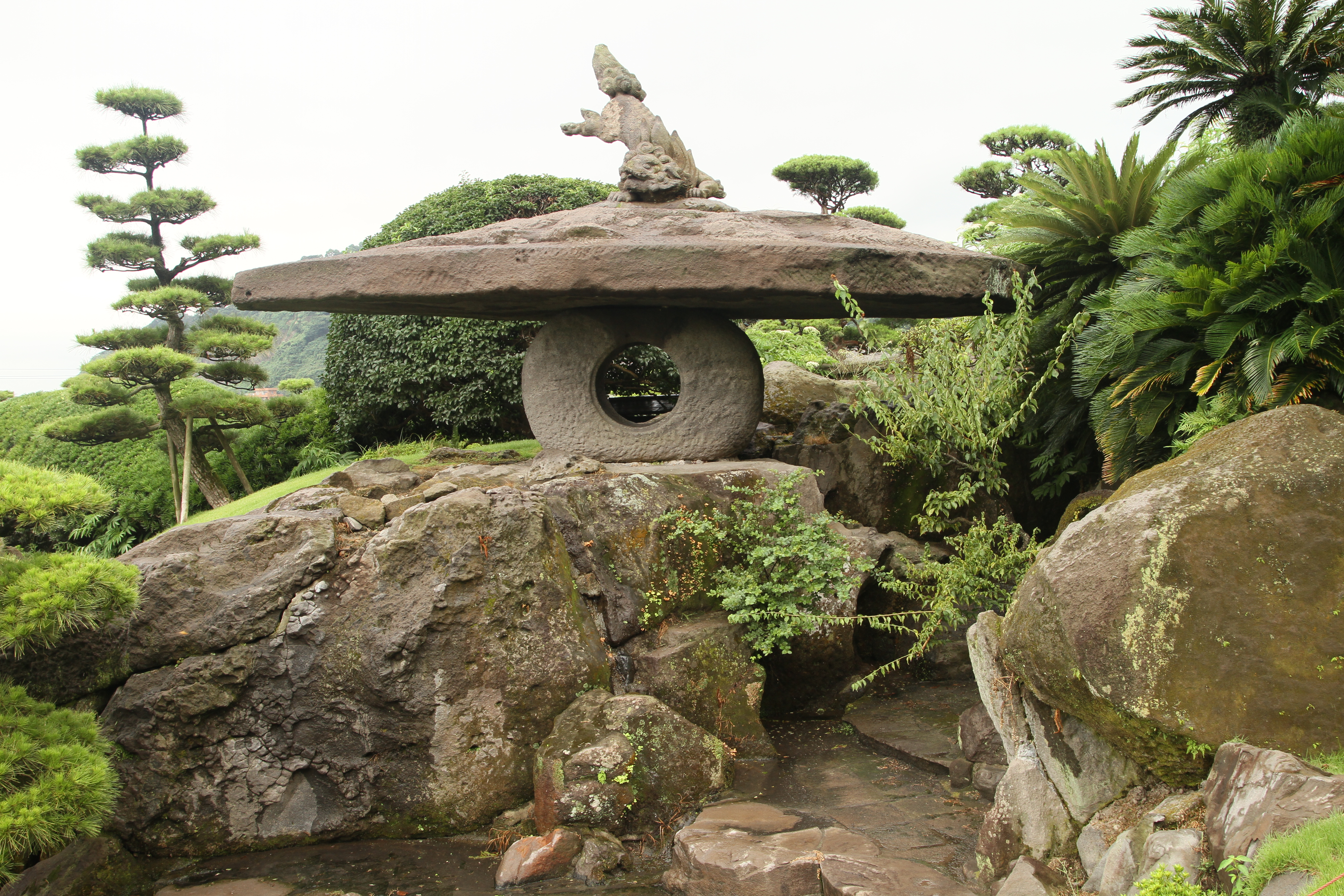
獅子乗大石灯籠
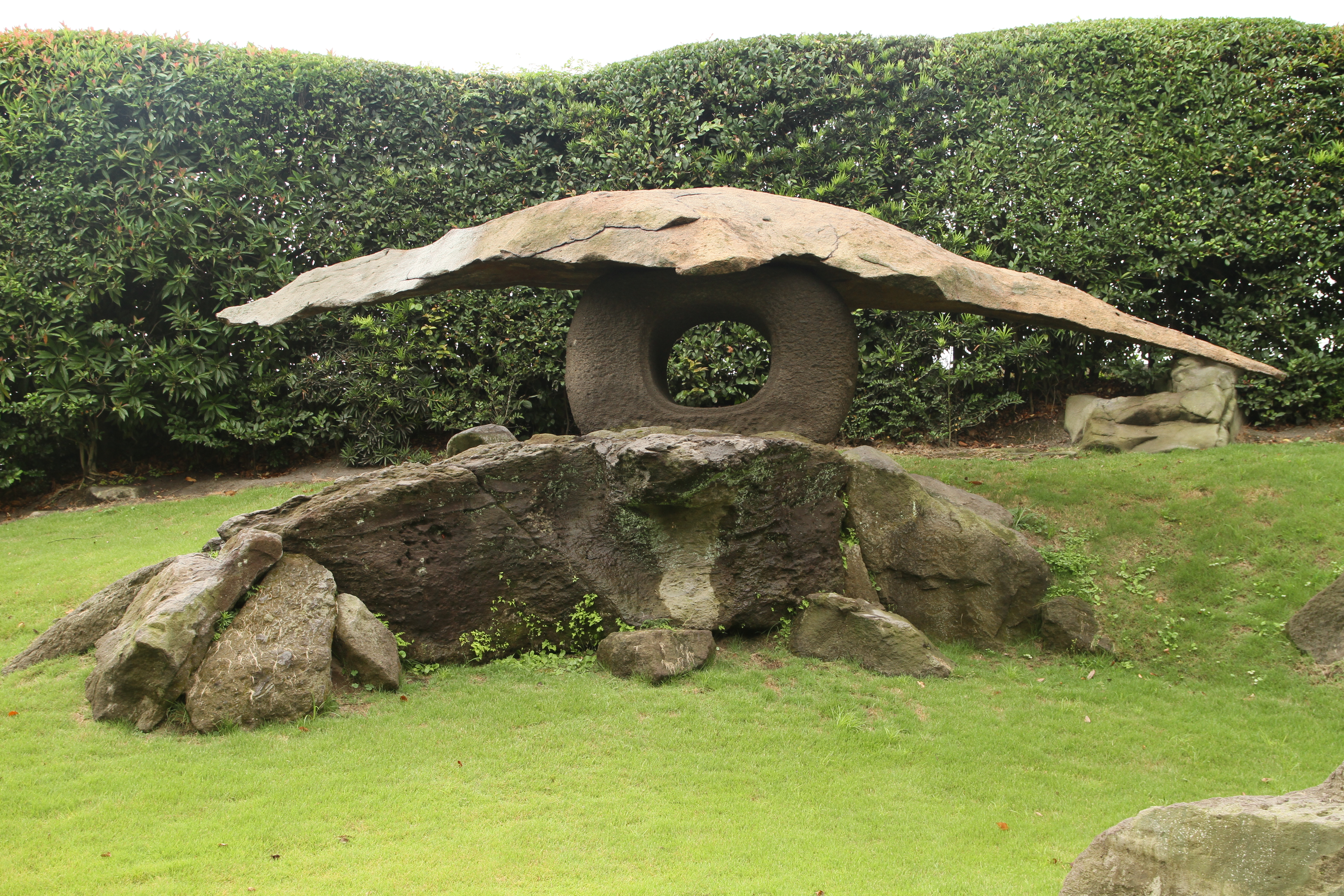
鶴灯籠
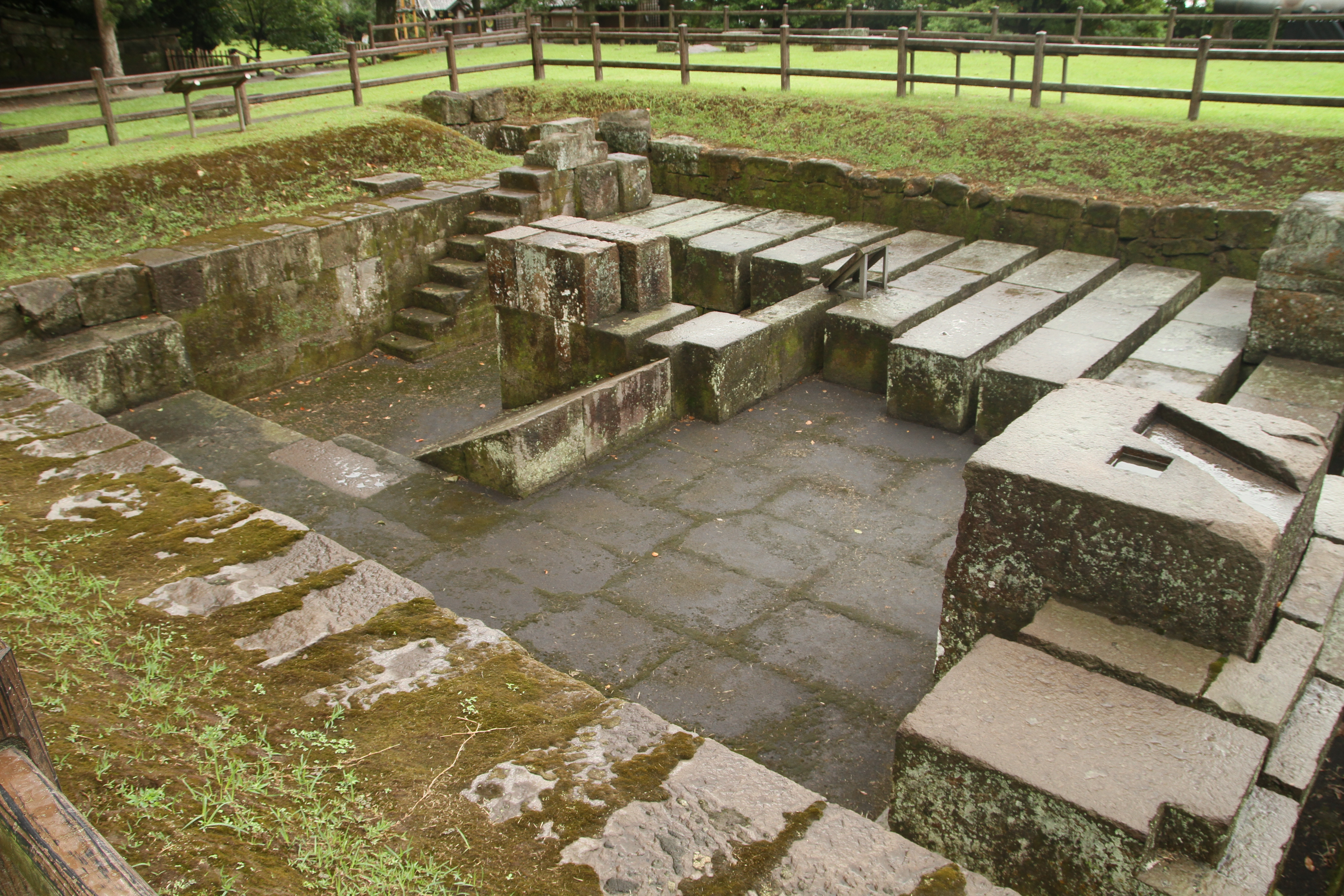
反射炉跡
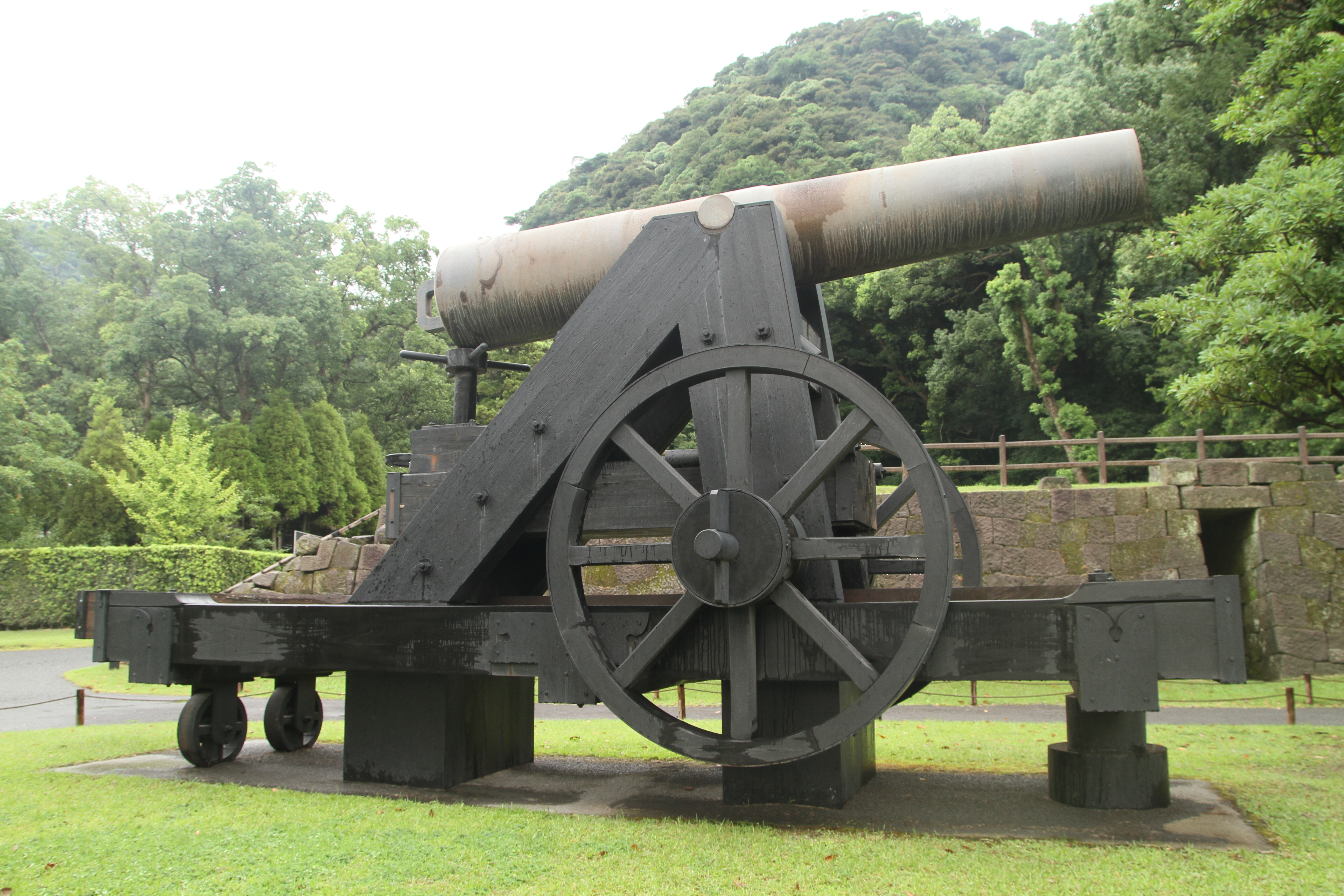
復元された鉄製150ポンド砲
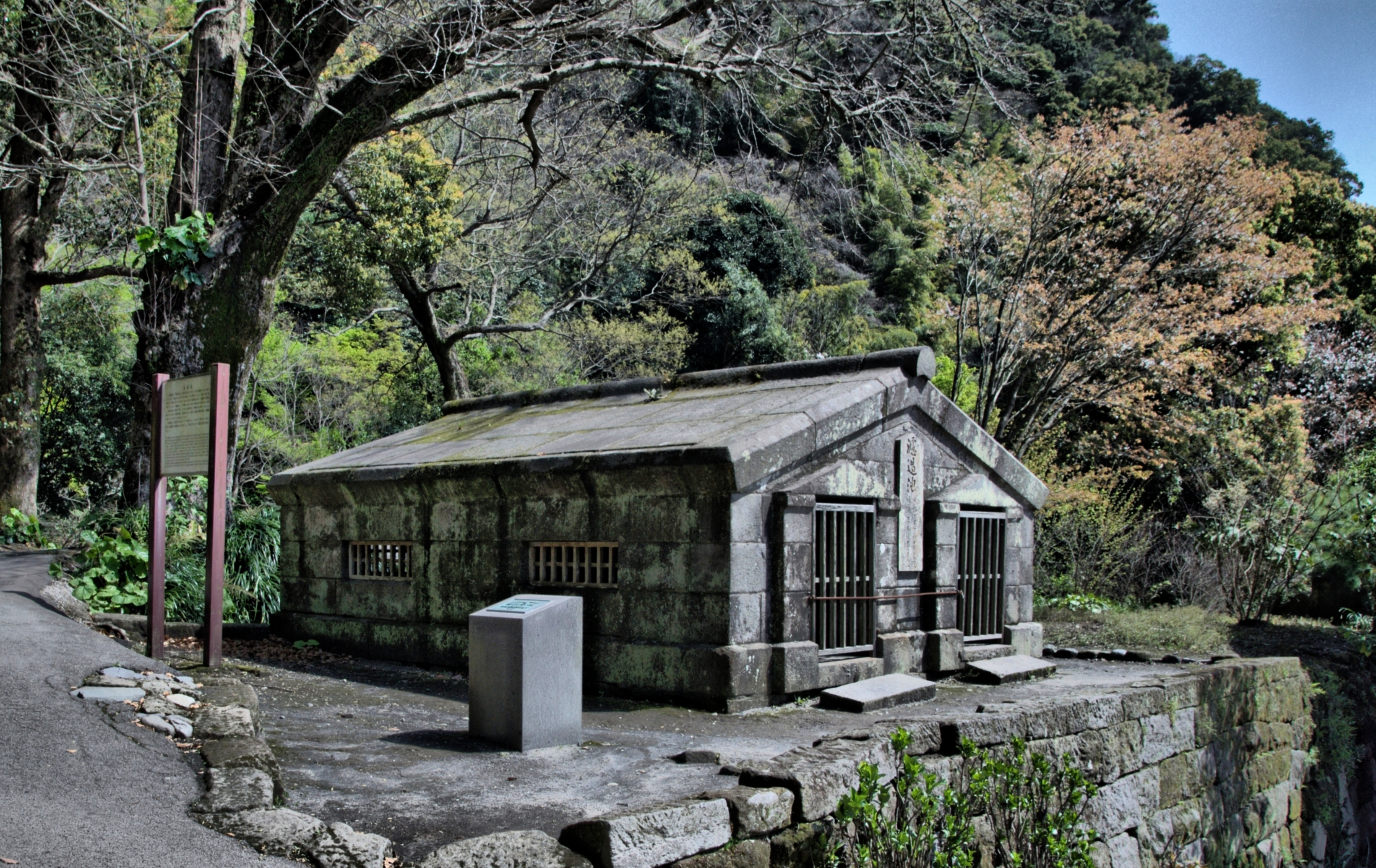
仙巌園内濾過池 （国の登録有形文化財）

## 日豊本線電化と景観問題
仙巌園付近では、国道10号と日豊本線が海沿いに敷設されている。この区間の日豊本線を電化するにあたり、架線柱などの電化設備が仙巌園からの景観を阻害するとして問題となった。当時の日本国有鉄道（国鉄）門司電気工事局が、仙巌園を運営する島津興業や鹿児島県、鹿児島市と協議を行い、通常架線柱の直径は350ミリメートルから450ミリメートル程度あるものを、この付近では直径216.3ミリメートルの特別な鋼管架線柱を採用し、また通常は塗装仕上げをするところを亜鉛メッキ仕上げをすることで景観対策を行うことを提案した。さらに文化庁や鹿児島県文化財保護審議委員会などとの協議が実施され、別線に変更できないか、あるいは路盤を下げて景観に影響を及ぼさないようにできないかと交渉されたが、これはほぼ不可能な条件であった。またこの区間だけ別の動力で運転する検討も求められたが、要員の面でも設備の面でも大規模な設備投資が必要になり、国鉄側は経営上困難であるとした。そしてさらなる改良案として、架線柱を約2メートル短縮し、AT饋電線を海側に配置する、高圧配電線はケーブル式にして地表に敷設するなどの景観対策を実施することになり、1979年（昭和54年）3月31日に鹿児島県教育委員会から電化工事の許可を受けて電化が実施された。このため仙巌園前の区間のみ電化設備の構造は特殊なものとなっている。

## 近隣施設
- 世界文化遺産「明治日本の産業革命遺産 製鉄・製鋼、造船、石炭産業」構成遺産
  - 尚古集成館
  - 鹿児島紡績所跡・旧鹿児島紡績所技師館（異人館）
- 鶴嶺神社
- 磯海水浴場

## 交通アクセス
- 鉄道
  - 日豊本線 仙巌園駅から徒歩1分
- 自動車
  - 鹿児島中央駅から20分
  - 鹿児島空港から40分
- 路線バス「仙巌園前」バス停
  - カゴシマシティビュー
  - まち巡りバス